# Municipio de Waltz
El municipio de Waltz (en inglés: Waltz Township) es un municipio ubicado en el condado de Wabash en el estado estadounidense de Indiana. En el año 2010 tenía una población de 1287 habitantes y una densidad poblacional de 10,5 personas por km².

## Geografía
Según la Oficina del Censo de los Estados Unidos, tiene una superficie total de 122.62 km², de la cual 111,87 km² corresponden a tierra firme y (8,76 %) 10,75 km² es agua.

## Demografía
Según el censo de 2010, había 1287 personas residiendo. La densidad de población era de 10,5 hab./km². De los 1287 habitantes, estaba compuesto por el 98,6 % blancos, el 0,16 % eran amerindios, el 0,16 % eran asiáticos, el 0,47 % eran de otras razas y el 0,62 % eran de una mezcla de razas. Del total de la población el 1,17 % eran hispanos o latinos de cualquier raza.